# 青森電視台
株式會社青森電視（日语：／ Aomori Terebi */?），通稱青森電視台，簡稱ATV，是日本的一家以青森縣為播出地區的電視台。青森電視台開播于1969年12月1日，是TBS電視台聯播網JNN的成員。青森電視台的識別呼號為JOAI-DTV，遙控器號碼是6頻道。
由於青森縣內沒有富士電視台和東京電視台系列聯播網的加盟台，因此青森電視台亦播出部分這兩家電視台的節目。

## 資本構成
下表列出2021年3月31日時青森電視台的主要股東:245：
| 資本金  | 發行股份總數 | 股東數 |
| ------- | ------------ | ------ |
| 3億日元 | 600,000股    | 140    |

| 股東       | 持股數   | 比例   |
| ---------- | -------- | ------ |
| 中村孝之   | 79,000股 | 13.16% |
| 東奧日報社 | 42,200株 | 07.03% |
| 朝日新聞社 | 42,000股 | 07.00% |
| TBS控股    | 38,000股 | 06.33% |
| 青森銀行   | 30,000股 | 05.00% |
| 陸奧銀行   | 30,000股 | 05.00% |
| 白鳥雄士   | 24,000株 | 04.00% |

## 歷史
郵政省在1967年發布新的UHF、VHF頻道分配計劃，青森縣亦分得一個名額。青森縣內有7家公司申請獲得這一名額（包括青森每日電視台、青森朝日電視台、青森產經電視台、北門電視台等申請者）:153。最後這7家公司同意整合為「青森電視台」進行申請，並在1968年12月23日正式成立公司:31。翌年8月，青森電視台總部竣工，並在同年11月1日開始試播:33。
1969年12月1日早晨6時45分，青森電視台正式開播:33。當時既有的電視機僅能接收VHF訊號，需要另外安裝接收器或天線才能收看青森電視台。但因青森電視台的核心局TBS在當時是收視率最高的核心局，人氣節目眾多，使得接收器得以快速普及，使青森電視台得以站穩腳跟:35。開播當年，青森電視台即實現盈利:165。1971年，青森電視台更新了播出彩色電視所需的大型轉播車等設備，並完成了總部內高50公尺的電視塔:36。1972年，青森電視台完成了面積達330平方公尺的第1攝影棚，其面積在東北地方是最大規模:39。同財年青森電視台的營業額首次超過10億日元:165。青森電視台在1975年和美國華盛頓州KNDO電視台簽訂了姊妹台協議:45。同年青森電視台首次獲得青森縣內各台收視率冠軍:51。
在1978年的收視率調查時，青森電視台創出全日平均收視率20.1%、黃金時段平均收視率40.4%的極高數字:51。同年4月4日，青森電視台新館竣工:51。1975年至1979年，青森電視台連續五年奪得青森縣內各台收視冠軍:292。在開播15週年的1984年8月30日，青森電視台開始修建新總部:63。翌年12月1日，青森電視台遷入新總部播出:65。1990財年，青森電視台的營業額達50.55億日元，首次超過50億日元:137。但此後由於日本泡沫經濟崩潰後景氣蕭條，加上青森朝日放送的開播分食廣告市場，導致青森電視台的營業額在1993年度減少至47.8145億日元:137。1997年10月，青森電視台八戶支社大廈竣工。這座建築有三層，並設有攝影棚，使青森電視台在青森縣東南部的銷售和節目製作體制得到強化:89。同財年青森電視台的營業額增加至54.55億日元:137。青森電視台在1998年4月30日開設了官方網站，並在同年6月8日啟用新主控室:318。
青森電視台自2006年7月1日開始播出數位電視訊號，並自2011年7月24日開始停止播出類比電視訊號。青森電視台在2019年12月1日迎來開播50週年。這一天青森電視台播出了特別節目《縣民1000人選出的留在記憶的青森50年新聞》。

## 節目
在開播當年，青森電視台的自製節目有定時新聞和每週播出一次的《週六對談》（土曜対談）及《成長鄉土》（のびゆく郷土）:35。翌年青森電視台開始播出自製的帶狀晨間資訊節目《ATV Home Mirror》:35。該節目在1987年開始播出時長90分的週五版:69。1991年，青森電視台開始在週一至週五早晨10時播出帶狀資訊節目《聊天屋》:77。
1974年，青森電視台持續製作播出了核能船「陸奧」核洩漏的新聞特別節目:43。1976年，青森電視台開始播出青森縣內第一個大型帶狀地方新聞節目《ATV新聞廣角》:47。該節目在1990年將播出時間從18時改為18時30分:75。《ATV新聞廣角》在1995年4月創出過21%的高收視率記錄:313。
2015年，青森電視台整合了上午的自製資訊節目和傍晚的自製新聞節目，開始在平日傍晚播出自製帶狀節目《Wacchi!!》。

## 外部連結
- ATV青森電視台 （页面存档备份，存于）
- ATV青森電視台的X（前Twitter）
- ATV青森電視台的Facebook專頁
- 青森電視台的Instagram帳戶
- YouTube上的ATV青森電視台官方頻道